# Yoghurtis
Yoghurtis eller frossen yoghurt er en dessert, hvor yoghurt erstatter mælk, madfedt og æg, der ellers ville findes i almindelig flødeis.